# Фаворский, Лев Иванович
Лев Ива́нович Фаво́рский (1893, Москва, Российская империя — 1969, Москва, СССР) — русский футболист, выступавший на позиции вратаря. Играл за «Сокольнический клуб спорта» в чемпионате Москвы, выступал за сборную Российской империи на летних Олимпийских играх 1912 года, игровую карьеру завершил из-за травмы. Защищал ворота в матче против Германии, в котором российская команда потерпела крупнейшее в истории поражение со счётом 0:16. Позже стал известен как учёный-химик — доктор химических наук, профессор неорганической химии, преподаватель Московского полиграфического института.

## Ранние годы. Клубная карьера
Лев Иванович Фаворский родился в 1893 году в Москве. Учился во 2-й мужской гимназии. Ещё в старых Сокольниках он был свидетелем первых футбольных матчей, проводившихся на пустыре Ширяева поля недалеко от того места, где позже появилась база московского «Спартака». В 1908 году он начал играть на позиции вратаря в составе команды «Три звёздочки». Дебютную он провёл против команды из Новогиреево, оказавшись в стартовом составе по чистой случайности. Основной вратарь «Трёх звёздочек», студент Московского университета был арестован полицией за то, что высказывался в поддержку участников революции 1905 года, а у команды не было запасного вратаря, и 15-летний Лев уговорил капитана «Трёх звёздочек» взять его в команду.
Позже он играл за клуб «Братовщина», выступавший в первенстве Ярославской железной дороги, а затем выступал за московский «Сокольнический клуб спорта» в 1910—1912 годах. В 1910 году был в заявке клуба на чемпионат Москвы, в розыгрыше которого клуб СКС занял 2-е место. Летом 1912 года из клуба СКС ушли Лев Фаворский, Михаил Ромм, Михаил Папмель и Евгений Константинович, которые затем организовали клуб «Пушкино» из одноимённого города, существовавший при фабрике «Товарищество Арманд». Они выиграли летнее первенство новых команд с общей разницей 75:5 и получили право на переходный матч с худшей командой чемпионата Москвы: этим клубом изначально должен быть СКС, но затем вместо него в переходный матч был отправлен «Замоскворецкий клуб спорта». Встреча состоялась 7 сентября 1912 года на стадионе ЗКС и закончилась победой «Замоскворецкого клуба спорта» со счётом 3:2.
В 1913 году Фаворский выступал за «Пушкинский кружок спорта», в 1914 году — за клуб «Быково» из одноимённого села. Однако играть на высоком уровне он уже не мог, что было связано с травмой колена, полученной в 1912 году в футбольном матче за сборную России против Венгрии. В 1913 году он также был тренером детской команды клуба «Быково».

## Сборная Москвы
27 августа 1911 года Фаворский провёл матч за вторую сборную Москвы против санкт-петербургского клуба «Спорт», который проводил в августе турне по Москве (петербуржцы победили 6:2). 13 ноября того же года он в составе первой сборной Москвы провёл матч против команды ЗКС (1:1): сборы от этой встречи были направлены в пользу голодающих.
6 (19) мая 1912 года в Москве на площадке клуба «Юнион» прошёл матч между сборной командой Москвы и приглашённой командой Финляндии, в котором принял участие и Фаворский. Игра завершилась со счётом 1:1: хотя москвичи забили быстрый гол уже на первой минуте, в последующие минуты они исключительно оборонялись. Фаворский взял множество «мёртвых» мячей и смело бросался в ноги противнику, однако в одном из эпизодов, выбивая мяч из рук, случайно попал игравшему в составе москвичей Михаилу Ромму в спину, и мяч рикошетом залетел в ворота. Через три дня, 9 (22) мая Фаворский сыграл уже в составе команды русских и английских игроков против сборной Финляндии, но эта команда проиграла финнам со счётом 0:4, пропустив по два гола в каждом тайме.
Сборная Российской империи была приглашена на футбольный турнир летних Олимпийских игр 1912 года в Стокгольме, в связи с чем 13 (26) мая 1912 года в Санкт-Петербурге на поле «Невского клуба» состоялся между командами Санкт-Петербурга и Москвы, по итогам которого планировалось сформировать окончательный состав сборной. В том матче участвовал и Фаворский. На 59-й минуте матча судивший встречу Гарольд Хартли назначил пенальти в ворота москвичей после столкновения Фёдора Римши с Петром Сорокиным, который, налетев на Римшу, сам же его опрокинул. Решением судьи была возмущена даже петербургская публика, а недовольный Фаворский выбежал из ворот, скрывшись среди зрителей. Его очень долго пытались отыскать товарищи, чтобы убедить вернуться на поле и снова встать в ворота. Когда Фаворский вернулся, к 11-метровой отметке подошёл защитник петербуржцев Пётр Соколов, который с силой пробил мимо ворот, специально промахнувшись из соображений fair play. Сама игра завершилась со счётом 2:2.
На следующий день, 14 (27) мая 1912 года, состоялась ещё одна игра на том же поле между олимпийской сборной России и сборной российских клубов: «олимпийцы» победили со счётом 5:4, хотя вели по ходу встречи 4:1. В том матче Фаворский неоднократно спасал свою команду, отражая сложные удары и блокируя острые передачи. Вечером состоялось голосование, по итогам которого Лев Фаворский единогласно был включён руководителями сборной Российской империи в заявку на Олимпиаду в качестве вратаря: у тренеров не было сомнений в кандидатуре основного вратаря.

## Сборная Российской империи
По словам журналиста Юрия Коршака, в канун Игр в русской делегации царил абсолютный беспорядок. Игрок сборной Василий Житарев вспоминал, что процесс формирования команды шёл тяжело: чиновники Московской и Санкт-Петербургской футбольных лиг пытались протащить в сборную как можно больше собственных игроков, игнорируя спортсменов из других городов и совершенно не учитывая интересы сборной. Леонид Горянов писал, что для российской делегации не выделили достаточно мест в гостиницах, и спортсменам пришлось жить на теплоходе «Бирма», которым они отправились из Петербурга в Швецию. Более того, футбольная сборная только по случайности нашла место для тренировки — Василий Бутусов обнаружил под Стокгольмом пустырь, где гоняли мяч шведские мальчишки, и после небольшой беседы ребята уступили место взрослым, чтобы посмотреть за их тренировкой. Ощущение уныния, вызванное первыми неудачами олимпийцев (в том числе легкоатлетов), вскоре перекинулось и на футболистов, что, по мнению Юрия Коршака, не могло не сказаться на итоговых результатах сборной.
Дебютную игру Лев Фаворский провёл в пригороде Стокгольма 30 июня 1912 года против сборной Финляндии в рамках турнира Олимпиады, в которой русские игроки потерпели поражение со счётом 1:2. Фаворский вынужден был уже в первом тайме активно вступать в игру, отражая опасные удары и останавливая продвижение финских форвардов, хотя в целом игра Финляндии оставляла желать лучшего. На 34-й минуте Фаворский отразил очередной удар и выбил мяч в поле, однако из игроков там был только финн Брор Виберг, который тут же поразил ворота Фаворского и открыл счёт в матче. Почти сразу Василий Бутусов сравнял счёт, и россияне усилили натиск на ворота противника. Однако на 80-й минуте финны усилиями Ярла Ёмана забили второй и победный гол: примерно с 15 м Ёман нанёс удар, после которого мяч должен был покинуть пределы поля, однако внезапным порывом ветра снаряд занесло в ворота, от чего у самого Фаворского словно «в груди похолодело». Времени отыграться у команды не было. После матча в делегации разразился скандал: петербуржцы обвинили московских игроков в итоговом поражении и потребовали, чтобы в следующем матче играло 10 представителей Петербурга. По мнению Житарева, все эти скандалы привели к закономерному катастрофическому итогу в следующем матче сборной.
Второй матч состоялся 1 июля в рамках утешительного турнира против сборной Германии: россияне потерпели крупнейшее в своей истории поражение со счётом 0:16, и 10 голов Фаворский пропустил от Готфрида Фукса. Несмотря на старания Фаворского, в обоих таймах российская команда пропустила по 8 голов со следующих дистанций: первый тайм — 1,5 м, 6 м, 10 м, 21 м, 27 м, 28 м, 29 м и 31 м; второй тайм — 1 м, 6 м, 8 м, 9 м, 11 м, 20 м, 21 м и 23 м. По словам одного из репортёров, Фаворский не отбил ни одного верхового мяча и «его как будь-то не было в воротах». Другой источник сообщал, что уже после счёта 0:2 российские игроки стали упрекать друг друга в плохой игре и даже демонстративно решили не идти в атаку, позволяя немцам забивать ещё больше. После финального свистка уходившего с поля Фаворского окликнул на русском один из зрителей, сказав ему, что не игрокам, а «царю-батюшке должно быть стыдно сегодня». В некоторых отчётах сообщалось, что в обеих встречах имели место несыгранность русской команды, нехватка быстроты игроков и слабая игра самого Фаворского. Результат выступления даже назвали «спортивной Цусимой» России.
Свой третий матч за сборную Фаворский провёл уже после Олимпиады 3 июля против Норвегии, который российская команда проиграла со счётом 1:2. Чтобы собрать средства на возвращение домой, Фаворский устроился матросом на шедший в Финляндию корабль, на заработанные деньги купил билет в вагон 3-го класса и поездом вернулся в Москву. Там 12 июля состоялся его четвёртый матч за сборную Российской империи, представленную как команда Московской футбольной лиги, против сборной Венгрии, завершившийся поражением России со счётом 0:9. Несмотря на крупный счёт, в той встрече Фаворский неоднократно спасал ворота при откровенно невыразительной игре российской защиты. На 77-й минуте он пропустил гол с пенальти, не сумев поймать мяч после слабого удара в исполнении Михая Патаки. На 85-й минуте при счёте 0:9 в пользу венгров Фаворский столкнулся с правым форвардом команды гостей, получив серьёзную травму колена: вратаря унесли на носилках с поля под зрительские аплодисменты, а его место в воротах занял Эдвард Томас, не пропустивший ни одного гола за оставшееся время. Всего Фаворский провёл 4 матча (три официальных и один неофициальный) за сборную России, в которых пропустил 29 голов (в том числе один с пенальти).
| Матчи Льва Фаворского за сборную Российской империи | Матчи Льва Фаворского за сборную Российской империи | Матчи Льва Фаворского за сборную Российской империи | Матчи Льва Фаворского за сборную Российской империи | Матчи Льва Фаворского за сборную Российской империи | Матчи Льва Фаворского за сборную Российской империи        | Матчи Льва Фаворского за сборную Российской империи |
| №                                                   | Дата                                                | Место                                               | Оппонент                                            | Счёт                                                | Соревнование                                               |                                                     |
| --------------------------------------------------- | --------------------------------------------------- | --------------------------------------------------- | --------------------------------------------------- | --------------------------------------------------- | ---------------------------------------------------------- | --------------------------------------------------- |
| 1                                                   | Транеберг, пригород Стокгольма                      | 30 июня 1912                                        | Финляндия                                           | 1:2                                                 | Летние Олимпийские игры 1912. 1/4 финала                   |                                                     |
| 2                                                   | Сольна, пригород Стокгольма                         | 1 июля 1912                                         | Германия                                            | 0:16                                                | Летние Олимпийские игры 1912. Утешительный турнир          |                                                     |
| 3                                                   | Транеберг, пригород Стокгольма                      | 3 июля 1912                                         | Норвегия                                            | 1:2                                                 | Товарищеский матч                                          |                                                     |
| 4                                                   | Москва                                              | 12 июля 1912                                        | Венгрия                                             | 0:9                                                 | Товарищеский матч (как сборная Московской футбольной лиги) |                                                     |

## Стиль игры
Зафиксированы следующие антропометрические данные Фаворского: рост 174 см, вес 72 кг. Журналист Юрий Коршак писал, что Фаворский был «рослым, сильным и смелым» игроком с учётом его игровой позиции. Он эффективно действовал на выходе (как тогда говорили, «на выбегах»), смело выходя из ворот и выбивая мячи из-под ног игроков противника. Невысокий рост не мешал ему уверенно играть на выходе. Он также считается одним из первых русских вратарей, который стремился не отбивать летящие в ворота мячи, а брать их намертво, хотя поначалу публика не приветствовала такую манеру игры. В некоторых источниках манеру ловить мячи намертво называли «хваткой», отмечая, что Фаворский стремился приспособиться к иностранной технике и как можно реже бить по мячу ногой. По словам Л. С. Смирнова, Фаворский делал так называемую «оттяжку», что позволяло ему ловить мячи после мощных ударов по воротам. Хотя сам он броски совершать не умел, он успешно ловил мячи при нанесении ударов с дистанции более 2 м. Однако при ударе низом в угол он всегда пропускал голы.

## Вне футбола
Фаворский окончил естественное отделение физико-математического факультета Московского университета, занявшись научно-исследовательской и преподавательской работой. Он был доктором химических наук и профессором неорганической химии, преподавал на кафедре химии Всесоюзной промышленной академии лёгкой индустрии и Московского полиграфического института. 7 мая 1924 года вместе с Г. П. Елагиным заявил патент на способ изготовления массы для производства тарелочек, используемых в качестве подвижных мишеней при спортивной стрельбе. 30 апреля 1925 года поступило сообщение о выдаче Фаворскому и Елагину патента сроком на 15 лет (срок отсчитывался с 15 сентября 1924 года).
Фаворский проживал в Москве на Хорошёвском шоссе. Весной 1942 года он на какое-то время был арестован по ложному доносу, в связи с чем его родственников выселили из Москвы.
Несмотря на свой уход из футбола, Лев Иванович продолжал интересоваться этой игрой. После победы сборной СССР на Олимпиаде 1956 года в Мельбурне он даже отправил телеграмму с поздравлением в адрес Льва Яшина: «От всего сердца поздравляю вас и ваших товарищей. Горжусь счастливой судьбой нынешнего поколения олимпийцев России». В разговоре с журналистом Леонидом Горяновым, записанном летом 1962 года при участии корреспондента «Красной Звезды» Клунникова, он утверждал, что и представить не мог, что после разгромного поражения от Германии на Олимпиаде 1912 года сможет застать успех СССР в 1956 году.
Лев Иванович Фаворский умер в 1969 году в Москве.

## Семья
Младший брат Николай — выпускник юридического факультета Московского университета, в годы Гражданской войны служил комиссаром в дивизии В. И. Чапаева и заместителем командующего Туркестанским фронтом М. В. Фрунзе. После окончания гражданской войны работал в банковском деле, занимал должность заместителя директора Пулковской обсерватории по финансовым вопросам и был заместителем председателя Госбанка СССР Николая Булганина.
Племянник Льва Ивановича Олег Николаевич Фаворский (сын Николая Ивановича) — специалист в области разработки и исследования турбореактивных двигателей. Внучатая племянница Льва Ивановича (дочь Олега Николаевича) Наталья — инженер, специалист по газовым турбинам.

## Научные публикации
- Фаворский Л.И. Конспект по химии / доц. Фаворский. — М.: Полиграфический художественный технический институт, 1931. — 28 с.
- Фаворский Л.И. Классы химических соединений и реакции между классами. Пособие при изуч. неорганич. химии // 2-е изд., испр. и доп.  / Всес. пром. акад. лёгкой индустрии НКЛП СССР. Кафедра неорганич. и аналитич. химии. — М.: ВПАЛИ НКЛП СССР, 1933.
- Фаворский Л.И. Взаимная система из хлоридов и бромидов свинца таллия PbCl2 + Tl2Br2 = PbBr2 + Tl2Cl2 // Известия Сектора физ-хим. анализа АН СССР. — 1940. — № 13. — С. 281–289.

### Основная
- Л. Б. Горянов. Одно грустное воспоминание // Незабываемый гол. — М.: Физкультура и спорт, 1968. — 224 с. — 50 000 экз.
- М. Д. Ромм. Я болею за «Спартак»: Спорт, путешествия, восхождения. — Алма-Ата: Жазушы, 1965. — 326 с. — 75 000 экз.
- А. В. Савин. Москва футбольная. Полная история в лицах, событиях, цифрах и фактах. — Москва: Спорт, 2016. — 792 с. — 1000 экз. — ISBN 978-5-906839-16-9.

### Дополнительная
- Фаворский Л. И. Пятьдесят лет спустя: Рассказывает первый вратарь сбор. команды России // Спортивная жизнь России  / Лит. запись Б. Клунникова. — 1962. — № 10. — С. 22—23. — ISSN 0131-9612.
- Дмитрий Васильев. Первый вратарь империи: к 100-летию футбольного сезона в Москве // Спортивная жизнь России. — 2010. — № 1. — С. 13—15. — ISSN 0131-9612.